# Nakanojō
Nakanojō (中之条町 Nakanojō-machi?) es un pueblo en la prefectura de Gunma, Japón, localizado en la parte central de la isla de Honshū, en la región de Kantō. El 1 de marzo de 2021 tenía una población estimada de 15 186 habitantes y una densidad de población de 35 personas por km².

## Geografía
Nakanojō se encuentra en la parte noroeste de la prefectura de Gunma, está rodeada de picos de más de 1000 m de altura, con el río Agatsuma pasando por el centro de oeste a este. Tiene una elevación media de 400 m sobre el nivel del mar. Limita con la ciudad de Shibukawa, los pueblos de  Kusatsu, Naganohara, Higashiagatsuma y Minakami y la villa de Takayama, así como con Sakae, Yamanouchi y Takayama en la prefectura de Nagano y Yuzawa en la prefectura de Niigata.

## Historia
Durante el período Edo, el área alrededor de Nakanojō era parte de la provincia de Kōzuke.
Con la creación del sistema de municipios después de la restauración Meiji el 1 de abril de 1889, se creó el pueblo de Nakanojō dentro del distrito Agatsuma. Las villas de Isama, Sawada y Nakuta se fusionaron en Nakanojō el 15 de abril de 1955 y la villa de Kuni el 28 de marzo de 2010.

## Economía
La economía de Nakanojō depende en gran medida del turismo estacional, principalmente en relación con sus complejos termales onsen.

## Demografía
Según los datos del censo japonés, la población de Nakanojō ha disminuido constantemente en los últimos 70 años.
| Gráfica de evolución demográfica de Nakanojō entre 1940 y 2015 |
|                                                                |
| Oficina de Estadística de Japón                                |